# Nodjmet
Nodjmet var en drottning under Egyptens tjugonde dynasti.  Hon var gift med Piankh och Herihor, båda två Amons överstepräst i Tebe, ett ämbete som under denna period i praktiken gjorde dem till kungar.  Nodjmet var dotter till Ramses XI. Hon var Piankhs politiska rådgivare, och han överlät styret av Tebe till henne under sin frånvaro. När Piankh avled, behöll Nodjmets sin position genom att gifta sig med hans efterträdare Herihor. Herihor antog titeln kung innanför Amontemplets väggar i Tebe, varmed Nodjmet blev drottning. Det råder oenighet om huruvida det fanns två Nodjmet eller om båda dessa kvinnor var samma person. 